# Strumień ciepła
Strumień ciepła – prędkość przepływu ciepła. Może być wyrażony przez stosunek elementarnej ilości ciepła {\displaystyle dQ} do czasu trwania wymiany tej ilości ciepła {\displaystyle dt} (czasu trwania przepływu elementarnej ilości ciepła), czyli jest to pochodna po czasie ilości ciepła przepływającego przez przekrój poprzeczny przegrody. Wyraża się wzorem
{\displaystyle {\dot {Q}}={\frac {dQ}{dt}}.}
Dla stałej prędkości przepływu ciepła strumień jest wyrażony wzorem
{\displaystyle {\dot {Q}}={\frac {Q}{t}}.}
Jego jednostką jest wat
{\displaystyle \left[{\dot {Q}}\right]={\text{W}}.}
Jednostka jest taka sama, jak w przypadku mocy cieplnej. Jednak są to różne pojęcia, gdyż moc cieplna dotyczy źródła ciepła, podczas gdy strumień – jego przepływu.

## Strumień cieplny a jego gęstość
Strumień ciepła, tak jak ciepło, jest wielkością skalarną, jednak odniesienie strumienia ciepła do jednostki pola powierzchni {\displaystyle S} (ściśle zorientowanej w przestrzeni) wyraża wektor {\displaystyle q} zwany gęstością strumienia ciepła
{\displaystyle {\vec {q}}={\frac {\dot {Q}}{S}}\cdot {\frac {\vec {S}}{S}},}
gdzie {\displaystyle {\vec {S}}} jest wektorem powierzchni o zwrocie zgodnym z kierunkiem przepływu ciepła.
Jednostką gęstości strumienia jest wat na metr kwadratowy
{\displaystyle [{\vec {q}}]=\mathrm {\frac {W}{m^{2}}} .}